# Libanesische Bombenanschläge 2005
Die libanesischen Bombenanschläge 2005 waren eine Reihe von Bombenanschlägen im Libanon, die hauptsächlich in Beirut und seinen Vororten verübt wurden. Zwar hat die Welle der Anschläge schon im Oktober 2004 begonnen, aber das Attentat auf den früheren libanesischen Ministerpräsident Rafiq al-Hariri am 14. Februar 2005 löste die Zedernrevolution und den Rückzug der syrischen Armee aus. Nach den heftigen Protesten, die auf die Tötung Hariris folgten, ereigneten sich mehrere weitere Bombenexplosionen, die einem ähnlichen Muster folgten: die meisten Explosionen ereigneten sich nachts, in christlichen Vierteln und oftmals freitags. Die Täter hinter den Anschlägen sind unbekannt. Teile der libanesischen Bevölkerung und der internationalen Gemeinschaft haben Syrien oder seine Anhänger verdächtigt.

## Attentatsserie

### Attentat auf Marwan Hamadeh
Am 1. Oktober 2004 explodierte eine Autobombe neben der Wagenkolonne eines drusischen Abgeordneten der Nationalversammlung. Marwan Hamadeh überlebte verletzt, sein Fahrer wurde getötet. Hamadeh ist ein Kritiker Syriens und war ein Mitglied der Opposition gegen Émile Lahoud, der 1998 bis 2007 Staatspräsident war.

### Attentat auf Rafiq al-Hariri
Eine massive Explosion tötete am 14. Februar 2005 in Beirut den früheren libanesischen Ministerpräsidenten Rafiq al-Hariri, den früheren Wirtschaftsminister Bassel Fleihan und 21 weitere Menschen. Etwa 220 andere wurden verletzt.
Eine bis dahin unbekannte Gruppe, die sich „Die Nasra & Dschihad Gruppe Groß-Syriens“ nannte, behauptete, sie übernehme die Verantwortung für den Anschlag. Ein Videoband, das von al-Dschasira ausgestrahlt wurde, zeigt einen bärtigen Mann, von dem geglaubt wird, dass es sich um einen Palästinenser namens Ahmad Abu Adas handelt. Adas Wohnung wurde durchsucht, er selbst ist verschwunden. Manche glauben, dass er gezwungen wurde, das Attentat zuzugeben und dass er danach von Attentätern getötet wurde.
Dem Bericht des Sonderermittlers der Vereinten Nationen, dem Deutschen Detlev Mehlis, der am 20. Oktober 2005 veröffentlicht wurde, war die Explosion das Ergebnis einer Lastwagenbombe. Eine Überwachungskamera hat einen weißen Mitsubishi-Lastwagen erfasst, die Augenblicke vor der Explosion in der Nähe von Hararis Wagenkolonne fuhr; die Ermittler haben diesen Lastwagen herausgedeutet, die Explosivstoffe befördert zu haben, die auf 1.000 kg geschätzt werden. Da Hariris Kolonne mit Störanlagen ausgestattet war, die Fernsteuerungssignale abblockt, wurde der Anschlag durch einen Selbstmordattentäter ausgeführt. Der Bericht zitiert einen Zeugen, der aussagte, der Bomber sei ein Iraker und veranlasst worden zu glauben, dass es sich bei seinem Ziel um den irakischen Ministerpräsidenten Iyad Allawi handelte, der einige Tage zuvor in Beirut gewesen war.
Der Report schloss, dass höhere syrische und libanesische Offizielle das Attentat ab Mitte 2004 geplant hatten.

### Bombenanschlag in Neu-Jdeideh
Am 19. März 2005 explodierte im Beiruter Vorort Neu-Jdeideh eine Autobombe, elf Personen wurden verletzt. Es wurde berichtet, dass ein Autofahrer versuchte, vor einer Bingo-Spielhalle zu parken. Er wurde aber dort fortgeschickt und parkte stattdessen neben einem Apartment-Gebäude.

### Bombenexplosion in Kaslik
Am 23. März explodierte eine Bombe in einer Ledertasche am Hintereingang des Beiruter Einkaufszentrums Kaslik. Drei Hausmeister, zwei Inder und ein Pakistaner wurden getötet und zwei Menschen aus Sri Lanka sowie zwei Libanesen wurden verletzt. Das Dach des Gebäudes stürzte ein.

### Bombenanschlag in Sad el-Bouchrieh
Am 26. März 2005 explodierte im Beiruter Stadtteil Sad el-Bouchrieh eine Autobombe. Sechs Personen wurden verletzt und mehrere Werkstätten zerstört.

### Bombenanschlag in Broummana
Am 1. April wurden bei einer Bombenexplosion in der Ortschaft Broummana, 20 km östlich von Beirut, zwölf Personen verletzt.

### Bombenanschlag in Jounieh
Am 6. Mai explodierte eine Autobombe zwischen dem christlichen Radiosender Sawt al Mahaba und der Kirche Mar Yuhanna in Jounieh. Das Studio wurde zerstört und die Kirche erheblich beschädigt. Zwei Menschen wurden getötet und mindestens 22 weitere wurden verletzt.

### Attentat auf Samir Kassir
Am 2. Juni starb der anti-syrische Journalist Samir Kassir im Beiruter Bezirk Ashrafiyeh durch eine Bombe in seinem Auto. Das Viertel ist überwiegend christlich bewohnt. Kassir war ein Kolumnist der Zeitung an-Nahar, in der einige seiner Artikel erschienen, die das pro-syrische Regime kritisierten.

### Attentat auf George Hawi
Am 21. Juni 2005 starb der frühere Führer der Libanesischen Kommunistischen Partei und Kritiker Syriens George Hawi, als sein Auto während einer Fahrt durch den Beiruter Bezirk Wata Musaitbi explodierte.

### Attentat auf Elias Murr
Eine Autobombe verletzte am 12. Juli 2005 den hochrangigen Politiker Elias Murr, als sein Wagen durch den christlichen Beiruter Vorort Antelias fuhr. Zwei starben und mehrere andere wurden verletzt. Dieser Anschlag erregte Aufsehen, weil Murr damals als pro-syrisch galt.

### Bombenanschlag in der Rue Monot
Am 22. Juli explodierte eine Bombe in einem Auto, das vor einem Restaurant in der Rue Monot in Beirut geparkt war. Dabei wurden zwölf Menschen verletzt. Die Größe der Bombe wurde auf 25 kg geschätzt.

### Bombenanschlag in Zalqa
In dem überwiegend von Christen bewohnten Vorort Zalqa explodierte am 22. August eine Bombe zwischen einem Einkaufszentrum und einem Hotel. Dabei wurden Geschäfte und Fenster zerstört und acht Menschen verletzt. Die Bombe bestand aus 20 bis 30 kg TNT und wurde durch einen Zeitzünder ausgelöst.

### Bombenanschlag in Jeitawi
Eine Explosion erschütterte am 16. September 2005 die überwiegend christliche Umgebung von Ashrafiyeh. Eine Person wurde getötet und 23 verletzt. Zwei Fahrzeuge flogen in die Luft und Gebäude in der näheren Umgebung wurden schwer beschädigt.

### Attentat auf May Chidiac
Die christliche Journalistin und Kritikerin Syriens May Chidiac wurde am 25. September durch eine Bombe verletzt, als sie in Jounieh in ihr Auto einstieg. Sie verlor ihr linkes Bein und den linken Arm. Chidiac war Nachrichtensprecherin bei der Lebanese Broadcasting Corporation.

### Attentat auf Gebran Tueni
Der bekannte anti-syrische Journalist und Abgeordnete Gebran Tueni wurde am 12. Dezember durch eine Autobombe getötet. Er war nur einen Tag zuvor aus Frankreich zurückgekehrt, wo er sich aus Angst vor einem Attentat aufgehalten hatte. Drei weitere Personen kamen ebenfalls bei der Explosion ums Leben, die sich ereignete, als sein Wagen durch den Beiruter Industrievorort Mkalles fuhr. Weitere 30 Personen wurden verletzt und mindestens 10 Fahrzeuge wurden zerstört.
Am 28. Dezember 2005 meldete die libanesische Zeitung an-Nahar, dass sie ein Bekennerschreiben von einer Gruppe erhalten hat, die sich „Die Kämpfer für die Einheit und Freiheit in al-Sham“ nennt und die behauptete, für den Tod des früheren Herausgebers der Zeitung Tueni verantwortlich zu sein. Das Schreiben sagte auch, der abtretende Vorsitzende der Internationalen unabhängigen Untersuchungskommission der Vereinten Nationen, der deutsche Staatsanwalt Detlev Mehlis, sei mit Glück dem Tod entgangen. Es drohte seinem Nachfolger mit einem Attentat, sollte er Syrien zu nahe kommen.

### Andere Bomben
Es gab einige kleinere Zwischenfälle, die manchmal mit der Bombenserie in Verbindung gebracht werden:
- Eine Bombe unter einem Auto in Khaldeh südlich von Beirut verletzte am 1. Juli eine Person. Möglicherweise ging diese Explosion auf einen Familienstreit zurück.
- Eine Bombe im oder am Auto des Journalisten Ali Ramez Tohme explodierte am frühen Morgen des 15. Septembers in Mazboud. Tohme wurde nicht verletzt. Das Motiv könnte ein Artikel von Tohme gewesen sein, in dem er Rafiq al-Hariri verteidigte.
- Am 19. September 2005 explodierte im Informationsbüro Kuwaits eine Bombe. Ein Mensch starb und zwei wurden verletzt.